# Rize (Provinz)

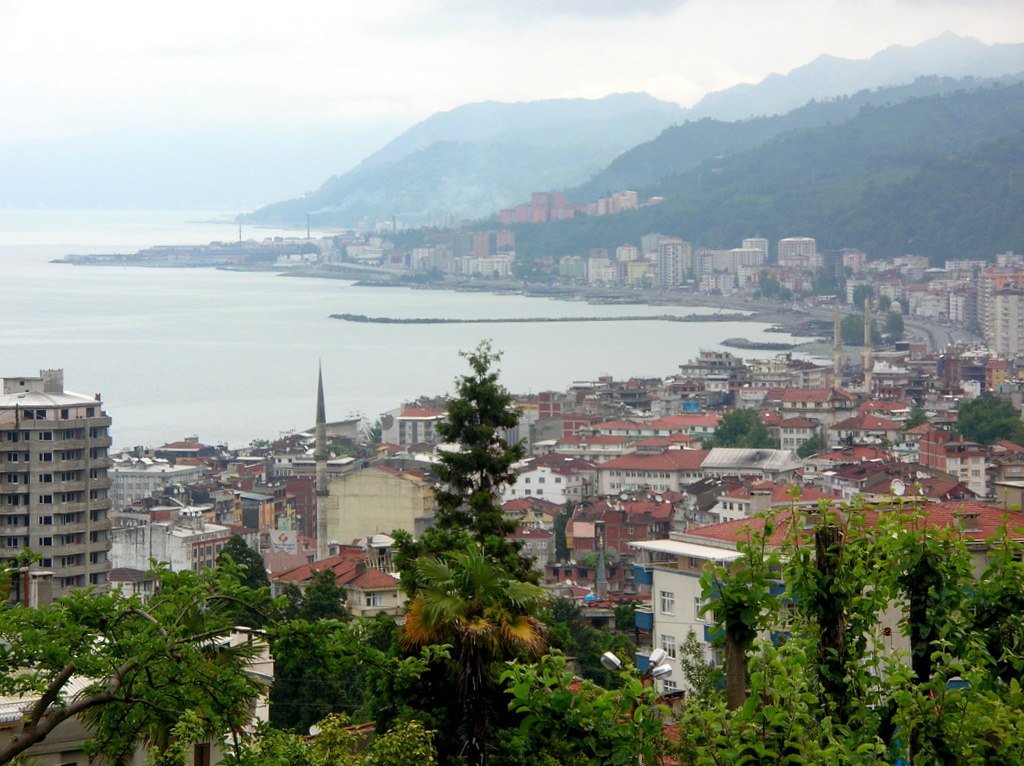
Rize (Stadt)

Rize ist eine Provinz im Nordosten der Türkei am Schwarzmeer. Die Provinzhauptstadt ist das gleichnamige Rize. Die Provinz grenzt im Westen an die Provinz Trabzon, im Süden an Erzurum und Bayburt und im Osten an Artvin. Die Provinz hat eine etwa 90 km lange Küste.
In der Provinz leben 344.359 Einwohner (Stand 2020), davon 117.321 in der Hauptstadt Rize.

## Verwaltungsgliederung
Die Provinz gliedert sich in zwölf Landkreise (İlçe):
| Kreis- code 1   | Landkreis (İlçe) | Fläche 2 (km²) | Bevölkerung (2020) 3 | Bevölkerung (2020) 3       | Anzahl der Einheiten   | Anzahl der Einheiten  | Anzahl der Einheiten | Bevölke- rungs- dichte (Ew./km²) | städt. Anteil (in %) | Sex Ratio 4 | Grün- dungs- datum 5, 6 |
| Kreis- code 1   | Landkreis (İlçe) | Fläche 2 (km²) | Landkreis (İlçe)     | Verwal- tungssitz (Merkez) | Gemein- den (Belediye) | Stadt- viertel (Mah.) | Dörfer (Köy)         | Bevölke- rungs- dichte (Ew./km²) | städt. Anteil (in %) | Sex Ratio 4 | Grün- dungs- datum 5, 6 |
| --------------- | ---------------- | -------------- | -------------------- | -------------------------- | ---------------------- | --------------------- | -------------------- | -------------------------------- | -------------------- | ----------- | ----------------------- |
| 1146            | Ardeşen          | 376            | 42.395               | 30.577                     | 2                      | 30                    | 40                   | 112,8                            | 72,12                | 1005        | 1953                    |
| 1228            | Çamlıhemşin      | 897            | 6.924                | 1.778                      | 1                      | 10                    | 24                   | 7,7                              | 25,68                | 978         | 1960                    |
| 1241            | Çayeli           | 442            | 43.801               | 23.860                     | 3                      | 35                    | 54                   | 99,1                             | 54,47                | 990         | 1944                    |
| 1908            | Derepazarı       | 28             | 7.279                | 4.299                      | 1                      | 7                     | 11                   | 260,0                            | 59,06                | 930         | 1990                    |
| 1332            | Fındıklı         | 383            | 16.850               | 10.977                     | 1                      | 8                     | 23                   | 44,0                             | 65,15                | 993         | 1948                    |
| 1796            | Güneysu          | 159            | 15.159               | 6.442                      | 1                      | 8                     | 21                   | 95,3                             | 42,50                | 999         | 1987                    |
| 1943            | Hemşin           | 134            | 2.447                | 1.324                      | 1                      | 4                     | 8                    | 18,3                             | 54,11                | 1031        | 1990                    |
| 1405            | İkizdere         | 855            | 6.583                | 1.875                      | 1                      | 7                     | 29                   | 7,7                              | 28,48                | 803         | 1945                    |
| 1949            | İyidere          | 28             | 9.006                | 5.758                      | 1                      | 8                     | 7                    | 321,6                            | 63,94                | 976         | 1990                    |
| 1428            | Kalkandere       | 107            | 13.434               | 6.796                      | 1                      | 12                    | 22                   | 125,6                            | 50,59                | 709         | 1959                    |
| 1586            | Merkez Rize      | 253            | 148.735              | 117.321                    | 4                      | 66                    | 60                   | 587,9                            | 78,88                | 1039        |                         |
| 1569            | Pazar            | 173            | 31.746               | 17.663                     | 1                      | 12                    | 48                   | 183,5                            | 55,64                | 1011        |                         |
| PROVINZ 53 Rize | PROVINZ 53 Rize  | 3.835          | 344.359              |                            | 18                     | 207                   | 347                  | 89,8                             | 71,43                | 997         | 1935                    |

## Bevölkerung

### Ergebnisse der Bevölkerungsfortschreibung
Nachfolgende Tabelle zeigt die jährliche Bevölkerungsentwicklung nach der Fortschreibung durch das 2007 eingeführte adressierbare Einwohnerregister (ADNKS). Zusätzlich sind die Bevölkerungswachstumsrate und das Geschlechterverhältnis (Sex Ratio d. h. Anzahl der Frauen pro 1000 Männer) aufgeführt. Der Zensus von 2011 ermittelte 322.367 Einwohner, das sind über 43.000 Einwohner weniger als zum Zensus 2000.

| Jahr | Bevölkerung am Jahresende | Bevölkerung am Jahresende | Bevölkerung am Jahresende | Wachstums- rate der Be- völkerung (in %) | Geschlechter verhältnis (Frauen auf 1000 Männer) | Rang (unter den 81 Provinzen) |
| Jahr | gesamt                    | männlich                  | weiblich                  | Wachstums- rate der Be- völkerung (in %) | Geschlechter verhältnis (Frauen auf 1000 Männer) | Rang (unter den 81 Provinzen) |
| ---- | ------------------------- | ------------------------- | ------------------------- | ---------------------------------------- | ------------------------------------------------ | ----------------------------- |
| 2020 | 344.359                   | 172.469                   | 171.890                   | 0,33                                     | 997                                              | 56                            |
| 2019 | 343.212                   | 171.571                   | 171.641                   | -1,55                                    | 1000                                             | 56                            |
| 2018 | 348.608                   | 174.130                   | 174.478                   | 5,31                                     | 1002                                             | 56                            |
| 2017 | 331.041                   | 164.978                   | 166.063                   | 0,00                                     | 1007                                             | 56                            |
| 2016 | 331.048                   | 164.727                   | 166.321                   | 0,63                                     | 1010                                             | 56                            |
| 2015 | 328.979                   | 163.379                   | 165.600                   | −0,24                                    | 1014                                             | 56                            |
| 2014 | 329.779                   | 163.003                   | 166.776                   | 0,48                                     | 1023                                             | 56                            |
| 2013 | 328.205                   | 162.918                   | 165.287                   | 1,25                                     | 1015                                             | 56                            |
| 2012 | 324.152                   | 160.351                   | 163.801                   | 0,35                                     | 1022                                             | 56                            |
| 2011 | 323.012                   | 159.304                   | 163.708                   | 1,06                                     | 1028                                             | 57                            |
| 2010 | 319.637                   | 157.161                   | 162.476                   | 0,02                                     | 1034                                             | 57                            |
| 2009 | 319.569                   | 157.753                   | 161.816                   | 0,05                                     | 1026                                             | 57                            |
| 2008 | 319.410                   | 157.650                   | 161.760                   | 1,00                                     | 1026                                             | 57                            |
| 2007 | 316.252                   | 155.580                   | 160.672                   | −                                        | 1033                                             | 57                            |
| 2000 | 365.938                   | 181.200                   | 184.738                   |                                          | 1020                                             | 52                            |

### Volkszählungsergebnisse
Nachfolgende Tabellen geben den bei den 14 Volkszählungen dokumentierten Einwohnerstand der Provinz Rize wieder.
Die Werte der linken Tabelle sind E-Books (der Originaldokumente) entnommen, die Werte der rechten Tabelle entstammen der Datenabfrage des Türkischen Statistikinstituts TÜIK – abrufbar über diese Webseite:
| Jahr | Bevölkerung | Bevölkerung | Rang |
| Jahr | Provinz     | Türkei      | Rang |
| ---- | ----------- | ----------- | ---- |
| 1927 | 171.657     | 13.648.270  | 37   |
| 1935 | –           | 16.158.018  | –    |
| 1940 | 172.764     | 17.820.950  | 48   |
| 1945 | 171.929     | 18.790.174  | 49   |
| 1950 | 181.512     | 20.947.188  | 51   |
| 1955 | 211.967     | 24.064.763  | 52   |
| 1960 | 248.930     | 27.754.820  | 47   |

| Jahr | Bevölkerung | Bevölkerung | Rang |
| Jahr | Provinz     | Türkei      | Rang |
| ---- | ----------- | ----------- | ---- |
| 1965 | 281.099     | 31.391.421  | 46   |
| 1970 | 315.700     | 35.605.176  | 46   |
| 1975 | 336.278     | 40.347.719  | 47   |
| 1980 | 361.258     | 44.736.957  | 48   |
| 1985 | 374.206     | 50.664.458  | 50   |
| 1990 | 348.776     | 56.473.035  | 51   |
| 2000 | 365.938     | 67.803.927  | 52   |

Anzahl der Provinzen bezogen auf die Censusjahre:
- 1927, 1940 bis 1950: 63 Provinzen
- 1935: 57 Provinzen
- 1955: 67 Provinzen
- 1960 bis 1985: 73 Provinzen
- 1990: 73 Provinzen
- 2000: 81 Provinzen

## Wirtschaft
Wirtschaftlich ist besonders der Teepflanzenanbau und teilweise der Kiwifruchtanbau bedeutsam. Der erste Teepflanzenanbau in der Türkei fand im Jahre 1937 in Rize statt. Mit einem Beitrag von 66 % an der 1,25 Mio. Tonnen türkischen Gesamternte (Jahr 2012), ist die Provinz Rize das größte Teepflanzenanbaugebiet der Türkei.

## Verkehr
Parallel zur Küste des Schwarzen Meeres verläuft die Fernstraße D010 (E 70), auch „Schwarzmeerküstenstraße“ genannt. Sie führt von der Provinz Kars (nahe der armenischen Grenze) bis nach Karasu (Provinz Sakarya, nahe der Stadt İzmit).

Die Fernstraße D925 verläuft von İyidere in südöstlicher Richtung ins Landesinnere, bis nach Erzurum (212 km).